# Andy Beshear
Andrew Graham Beshear (født 29. november 1977) er en amerikansk advokat og politiker fra det Demokratiske Parti, der har været guvernør i delstaten Kentucky siden december 2019. Han er søn af den tidligere guvernør i Kentucky, Steve Beshear.
Beshear blev i november 2015 snævert valgt som attorney general i Kentucky, et politisk stilling som blandt andet fungerer som chefanklager, med en margin på 0,2 % af stemmerne. Som attorney general sagsøgte Beshear flere gange den daværende guvernør Matt Bevin over blandt andet pensioner. Han udfordrede og besejrede derefter Bevin i et tæt valg om guvernørposten i 2019 med en margin på 0,37 % af stemmerne.
Hans embedsperiode har været præget af, at han har nedlagt veto mod lovforslag vedtaget i Kentuckys parlament, og at parlamentet til gengæld tilsidesætter hans vetoer.

## Barndom og uddannelse
Beshear blev født i Louisville. Han gik på high school i Lexington, Kentucky. Hans far Steve Beshear er en advokat og politiker, som var guvernør i Kentucky fra 2007 til 2015.
Beshear gik på Vanderbilt University i Tennessee, hvor han var medlem af Sigma Chi-broderskabet og dimitterede i 2000 med en bachelorgrad i antropologi. Han gik derefter på University of Virginia School of Law, hvor han blev jurist i 2003.

## Advokatpraksis
I 2005 blev han ansat i advokatfirmaet Stites & Harbison, hvor hans far var partner. Som advokat repræsenterede han udviklerne af Bluegrass Pipeline, som ønskede at transportere naturgaskondensat gennem staten. Projektet var kontroversielt idet kritikere udtrykte miljøbekymringer og indvendinger mod brugen af ekspropriation til rørledningen. Guvernørkontoret fastholdt, at der ikke var nogen interessekonflikt med sønnens repræsentation. Han repræsenterede også virksomheden UFLEX fra Indien, som søgte 20 millioner dollars i skattelettelser fra hans fars administration, og fik kritik for en potentiel interessekonflikt.

## Politisk karriere

### Attorney general i Kentucky

#### Valget i 2015
I november 2013 annoncerede Beshear sit kandidatur til valget til attorney general i Kentucky i 2015 om at efterfølge demokraten Jack Conway som ikke kunne genopstille på grund af tidsbegrænsing på embedet.
Beshear besejrede ved valget republikaneren Whitney Westerfield med circa 2.000 stemmer svarende til en margin på 0,2 procent.

#### Embedsperiode
Beshear sagsøgte flere gange guvernør Matt Bevin for, hvad han hævdede var guvernørens misbrug af udøvende beføjelser, under sin embedsperiode som attorney general, og mens han førte valgkamp mod Bevin om guvernørposten. Beshear vandt nogle af sagerne og tabte andre.
Beshear trak sig fra posten som attorney general 10. december 2019 fordi han var blevet valgt guvernør. Han blev efterfulgt af republikaneren Daniel Cameron den 17. december.

### Guvernør i Kentucky

#### Valget i 2019
Den 9. juli 2018 erklærede Beshear sit kandidatur til den demokratiske nominering til guvernørvalget i Kentucky i 2019. Han stillede op sammen med Jacqueline Coleman som kandidat til viceguvernørposten. Beshear sagde, at han ville gøre offentlig uddannelse til en prioritet. I maj 2019 vandt han den demokratiske nominering med 37,9 % af stemmerne i en valg mellem tre kandidater, hvor han på grund af sin far havde den største navnegenkendelse.
Den 5. november 2019 stod guvernørvalget mellem Beshear og den siddende republikanske guvernør Matt Bevin som hovedkandidaterne. Bevin var dengang den mindst populære guvernør i USA, med kun 33 % opbakning i april 2019.
Beshear vandt med 0,37 procentpoint idet han fik 49,20 % af stemmerne mod 48,83 % til Bevin.
Flere dage senere havde Bevin endnu ikke indrømmet nederlaget og hævdede der var sket uregelmæssigheder i stor skala ved valget, men fremlagde ikke beviser, mens Kentuckys valgmyndigheder alligevel erklærede Beshear som vinder. Den 14. november 2019 indrømmede Bevin at have tabt, efter at der var foretaget en genoptælling af stemmerne på hans anmodning, som resulterede i blot flytning af en enkelt stemme.
Beshear blev indsat som guvernør den 10. december 2019. I sin åbningstale den dag opfordrede Beshear republikanerne, som havde et kvalificeret flertal i begge kamre i Kentuckys parlament, til at række ud og løse Kentuckys problemer i samarbejde mellem partierne.
Da han tiltrådte, udskiftede Beshear alle 11 medlemmer af Kentucky Board of Education inden udløbet af deres toårige valgperiode. Fyringen af bestyrelsesmedlemmerne opfyldte et valgkampsløfte og var en hidtil uset brug af guvernørens magt til at omorganisere statsbestyrelser, mens parlamentet ikke var samlet. Beshears kritikere mente, at udnævnelserne underminerede Kentucky Education Reform Act af 1990, som forsøgte at isolere bestyrelsen fra politisk indflydelse; bestyrelsen havde i stigende grad været i fokus for politiske kampe i årene op til afsættelserne i 2019.
Den 12. december 2019 underskrev Beshear en bekendtgørelse om at stemmeret tilbage til 180.315 borgere i Kentucky, som han sagde var uforholdsmæssigt afroamerikanske, som var blevet dømt for ikke-voldelige forbrydelser.
Beshear beordrede i april 2020 Kentuckys statspoliti til at registrere nummerpladerne på biler for kirkegængere, der overtrådte statens Covid-19-restriktioner ved at deltage fysisk i gudstjenester påskesøndag. Ordren førte til heftig debat.
I juni 2020 lovede Beshear at give gratis sundhedspleje til alle afroamerikanske indbyggere i Kentucky, der har brug for det, i et forsøg på at løse sundhedsuligheder, som kom frem under COVID-19-pandemien.
Den 18. november 2020, da statens antal af COVID-19-tilfælde fortsatte med at vokse, beordrede Beshear Kentuckys offentlige og private skoler til at stoppe undervisning med fysisk fremmøde for elever fra 23. november indtil januar 2021. Dette var første gang, Beshear beordrede, snarere end anbefalede, skoler til at ophøre med fysisk fremmøde. Danville Christian Academy anlagde en retssag sammen med attorney general Daniel Cameron i USA's District Court for Eastern District of Kentucky mod Beshears ordre og hævdede, at den overtrådte First Amendment ved at forbyde religiøse organisationer at opdrage børn i overensstemmelse med deres tro. En gruppe republikanske amerikanske senatorer støttede sagen. Sagsanlægget blev afvist af først en appeldomstol og så den amerikanske højesteret, som stadfæstede kendelsen.
I marts 2021, efter at Beshear nedlagde veto mod hele eller dele af 27 lovforslag, der var blevet vedtaget af Kentuckys parlamentet, tilsidesatte parlamentet hans vetoer.